# Achom
Achom ist ein Begriff aus der Ägyptischen Mythologie, der in der älteren religiösen Literatur eine Bezeichnung für gotthafte Wesen ist, zu denen auch der König gehört.
Charakteristisch für einen Achom ist eine „alles Überwindende, rasch zufahrende Kraft, die dem Stoß eines Raubvogels gleicht“. Im Laufe der Zeit wandelte sich die Assoziation des Wortes von einem Kraftbegriff zur äußeren Erscheinung falkengestaltiger Götter. Zugleich verschob sich im Totenglaube die Bedeutung vom Begriff für „Seele“ hin zum „Gottesleib“. Ab der Spätzeit wird „Achom“ nahezu ein anderes Wort für „Falke“ und ab dem Neuen Reich erfährt es einen erweiterten Gebrauch und wird zur allgemeinen Bezeichnung für Götterbilder. Gelegentlich ist der Begriff auch auf den Totenleib bezogen. In der Spätzeit wird der Tote schließlich öfters als „Achom NN“ angeredet.